# Esquieu de Floyran
Esquieu de Floyran (ou Floyrac ou Foyrac) était un prieur de Montfaucon, dépendance de l'abbaye Saint-Martial de Limoges. Le commandeur de Payns Ponsard de Giry (on lit aussi « de Gisy »), qui est interrogé le 27 novembre 1309 dans le cadre du procès de l'ordre du Temple, le cite comme un des délateurs principaux:

« [...] les traîtres qui ont proposé des faussetés et déloyautés contre ceux de l'ordre du Temple : Guillaume Robert, moine, qui les a mis à la question, Esquius de Floyrac de Biterris, comprieur de Montfaucon, Bernard Pelet, prieur du Mas d'Agen, et Gérard de Boizol, chevalier, venu à Gisors. [...] »

Esquieu de Floyran aurait informé le roi Jacques II d'Aragon dès 1305 qui, ne le croyant probablement pas, lui aurait promis une somme d'argent s'il parvenait à prouver ce qu'il avançait. Il se tourna alors vers le roi de France Philippe le Bel. Ce dernier, sans preuve qu'il ait plus cru les faits avancés que le roi d'Aragon, demande quand même à Guillaume de Nogaret de vérifier ces informations.
Après le déclenchement du procès, Esquieu de Floyran a écrit à Jacques II d'Aragon le 28 janvier 1308, afin de lui demander de tenir son engagement et de verser la somme d'argent promise:

« [...] Qu'il soit Manifeste à votre royale Majesté que je suis l'homme qui a révélé les faits concernant les templiers au Seigneur Roi de France.[...] »